# Джим Родфорд
Джеймс Уолтър Родфорд (на английски: James Walter Rodford) (1941 – 2018) е английски бас китарист, участвал в различни състави през кариерата си. Известен е като съосновател на прогресив рок групата „Арджент“ (1968 – 1976) заедно с братовчед си Род Арджент, както и като басист на Кинкс от 1978 г. до разпадането им през 1996 г.